# ایران‌پل
ایران پل یک مرکز نظرسنجی انحصاری با تمرکز بر روی ایران است.

## فعالیت
ایران پل پژوهش اجتماعی و و هم‌چنین تحقیق عقاید سیاسی در غالب رسانه گروهی انجام می‌دهد. ایران پل نظرسنجی در طیف گسترده‌ای از موضوعات مختلف از جمله افکار عمومی در برنامه هسته‌ای، برجام، مسابقه اسب‌دوانی سیاسی در ایران، نگرش ایرانیان نسبت به تجارت آزاد، چگونه ایرانیان روز خود را نسبت به آمریکایی‌ها صرف می‌کنند، دیدگاه ایرانیان در کیفیت محصولات غیر ایرانی، مطالعه فرصت‌ها و نابرابری در ایران انجام داده‌است.

## اعتبار نظرسنجیهای انجام داده شده توسط ایران‌پل
پس از منعکس شدن نتایج نظرسنجی ایران‌پل در بهمن ماه ۱۳۹۶ در رسانه‌های داخلی ایران مبنی بر حمایت حداکثری مردم از نظام جمهوری اسلامی ایران تنها چند هفته پس از تظاهرات سال ۱۳۹۶ ایران، انتقاداتی در مورد اعتبار شیوه‌های نظرسنجی در ایران و انتخاب جامعه آماری به این مؤسسه مطرح شد.